# Seznam evroposlancev iz Grčije (2004–2009)
Seznam evroposlancev iz Grčije' v mandatu 2004-2009.

## Seznam

### A
- Stavros Arnaoutakis (Stranka evropskih socialistov)

### B
- Aikaterini Batzeli (Stranka evropskih socialistov)
- Panagiotis Beglitis (Stranka evropskih socialistov)

### D
- Giorgos Dimitrakopoulos (Evropska ljudska stranka - Evropski demokrati)

### G
- Ioannis Gklavakis (Evropska ljudska stranka - Evropski demokrati)

### H
- Konstantinos Hatzidakis (Evropska ljudska stranka - Evropski demokrati)

### K
- Georgios Karatzaferis (Samostojnost in demokracija)
- Rodi Kratsa-Tsagaropoulou (Evropska ljudska stranka - Evropski demokrati)

### L
- Stavros Lambrinidis (Stranka evropskih socialistov)

### M
- Diamanto Manolakou (Evropska združena levica – Zelena nordijska levica)
- Maria Matsouka (Stranka evropskih socialistov)
- Manolis Mavrommatis (Evropska ljudska stranka - Evropski demokrati)

### P
- Thanasis Pafilis (Evropska združena levica – Zelena nordijska levica)
- Marie Panayotopoulos-Cassiotou (Evropska ljudska stranka - Evropski demokrati)
- Dimitrios Papadimoulis (Evropska združena levica – Zelena nordijska levica)
- Georgios Papastamkos (Evropska ljudska stranka - Evropski demokrati)

### S
- Antonis Samaras (Evropska ljudska stranka - Evropski demokrati)
- Nikolaos Sifounakis (Stranka evropskih socialistov)

### T
- Giorgos Toussas (Evropska združena levica – Zelena nordijska levica)
- Antonios Trakatellis (Evropska ljudska stranka - Evropski demokrati)
- Evangelia Tzampazi (Stranka evropskih socialistov)

### V
- Nikos Vakalis (Evropska ljudska stranka - Evropski demokrati)
- Ioannis Varvitsiotis (Evropska ljudska stranka - Evropski demokrati)

### X
- Marilisa Xenogiannakopoulou (Stranka evropskih socialistov)